# Copa Iberoamericana
La Copa Iberoamericana és una competició futbolística extinta que es va crear per a enfrontar els campions de la Copa de Oro Nicolás Leoz i la Copa del Rei d'Espanya, organitzada per la Confederación Sudamericana de Fútbol i la Reial Federació Espanyola de Futbol.
Es va disputar una única vegada entre el Boca Juniors i el Reial Madrid el 1994, amb la victòria del conjunt espanyol.

## Final
- Partit d'anada

| Reial Madrid               | 3–1 | Boca Juniors   |
| -------------------------- | --- | -------------- |
| Hierro 34' Morales 70' 79' |     | McAllister 85' |

 Santiago Bernabéu, (Madrid)        
- Partit de tornada

| Boca Juniors            | 2–1 | Reial Madrid |
| ----------------------- | --- | ------------ |
| Da Silva 40' Naveda 73' |     | Milla 74'    |

 La Bombonera, (Buenos Aires)        
- Campió el Reial Madrid per 4-3